# Bołożówka
Bołożówka (ukr. Боложівка) – wieś na Ukrainie w rejonie krzemienieckim należącym do obwodu tarnopolskiego.
We wsi urodził się Semen Żuk (1893–1941) – ukraiński działacz społeczny i spółdzielczy, publicysta, poseł na Sejm II kadencji, w 1941 rozstrzelany przez NKWD.
W okresie międzywojennym w miejscowości stacjonowała strażnica KOP „Bołożówka”.